# Anne Lindsey
Anne Lindsey è un personaggio fittizio della serie televisiva Highlander, interpretato dall'attrice Lisa Howard e doppiato, in italiano, da Anna Rita Pasanisi. Appare per la prima volta nella terza stagione come cast fisso della serie e prende la parte dell'amante mortale di Duncan MacLeod, sostituendo Tessa Noël. Successivamente lascia Duncan alla fine della stagione ed appare solo in due episodi della stagione successiva.

## Storia
È stata la prima fidanzata duratura di Duncan MacLeod dopo la morte di Tessa Noël, ed è un medico chirurgo. Vede Duncan morire, costringendolo quindi a trasferirsi a Parigi per evitare di dirle la verità. Successivamente lui cambia idea e le dice della sua immortalità, a questo punto lei decide di seguirlo in Francia.
Rimane incinta di un amico che era rimasto con lei mentre stava piangendo la morte di Duncan a Seacouver. L'Highlander, comunque, decide di crescere il suo bambino come fosse suo. Dopo aver visto Duncan combattere contro un altro Immortale decide però di lasciarlo dicendo che lei "salva vite" e non può vivere con così tante morti. Incontra Duncan alcuni mesi dopo a Seacouver, e finisce per aiutarla con il travaglio, quando rimangono imprigionati in una stazione della metropolitana dopo un'esplosione. Lei dà alla luce una bambina alla quale dà il nome della madre di Duncan, Mary. Duncan regala la casa che stava ristrutturando ad Anne ed a sua figlia.